# 濃溝の滝
濃溝の滝・亀岩の洞窟（のうみぞのたき・かめいわのどうくつ）は、千葉県君津市笹（清水渓流広場）にある亀岩の洞窟内を流れる滝である。農溝の滝とも表記されるが、旧来「農溝の滝」と呼ばれていた滝は洞窟から50メートルほど下流に別に存在する。

## 地理
笹川（小櫃川水系の二級河川）の上流部、清水渓流広場内に懸かる滝であり、かつて大きく迂回していた川を川廻しにより人工的に掘られた洞窟の中を通すことにより短絡させ、その高低差を落ちる人工瀑である。洞窟の真上には千葉県道24号千葉鴨川線（房総スカイライン）が通っている。
「農溝の滝」とも表記される。国土地理院発行の地形図では「濃溝の滝」と記載されている。

## 亀岩の洞窟
江戸時代前期に、水田耕作のために作られた洞窟である。洞窟内に亀に似た岩があることが確認され、亀岩の洞窟と名付けられたとされる。
亀は北極星の分神であるとされ、北極星の別称である妙見菩薩が宿るとされるため、北辰妙見洞とも称される。

## 名称の混同

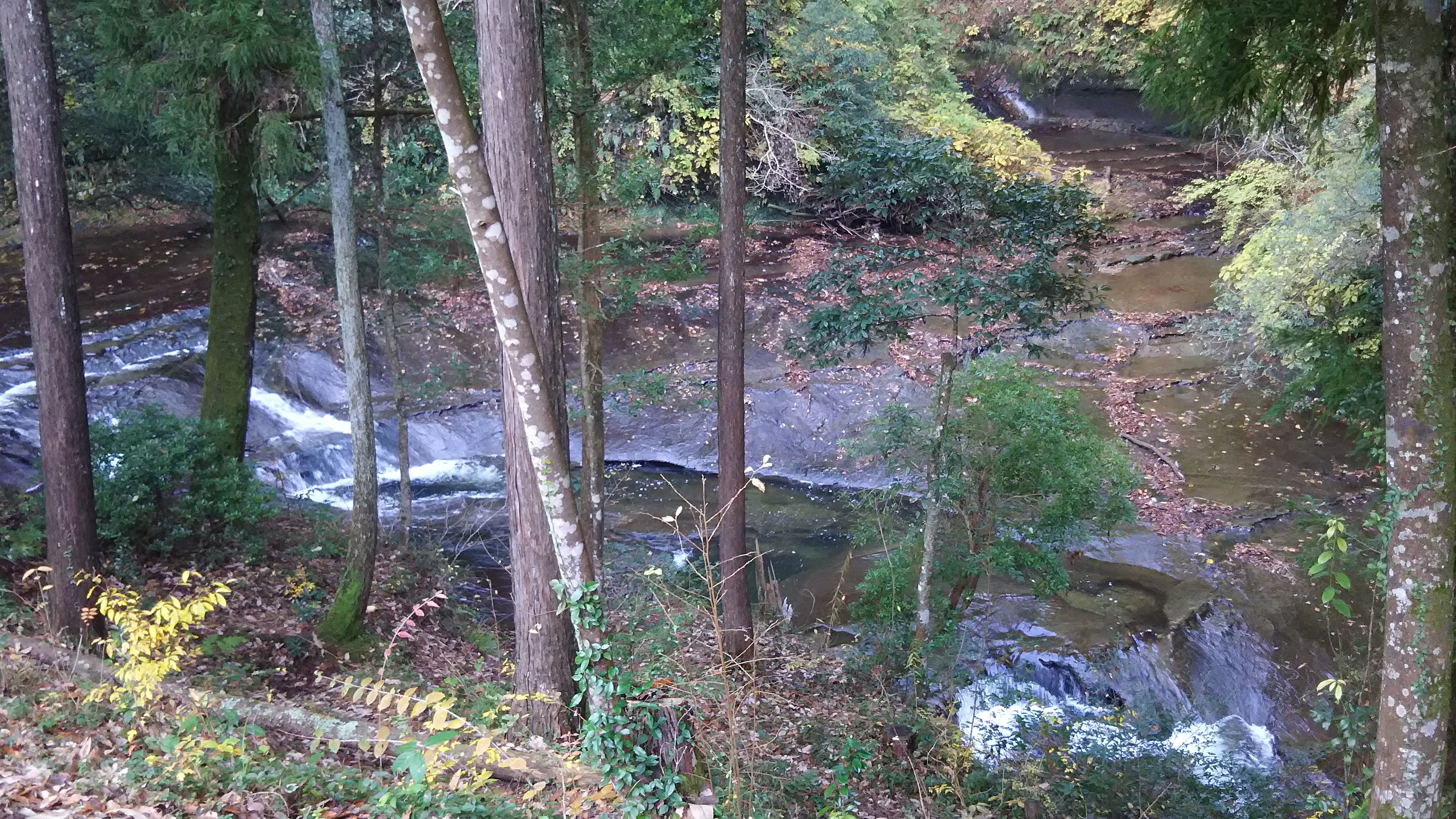
下流にある旧来の「農溝の滝」

旅行口コミサイトなどでは亀岩の洞窟に流れる滝を「濃溝の滝」と多く用いられている。これは、SNSで「まるでスタジオジブリの世界」と話題になった際、濃溝の滝の名称が混同され誤った形で広まったためであり、旧来「農溝の滝」と呼ばれていた滝が洞窟から50メートルほど下流に別に存在する。この滝の名称も元々は農作業用の水車を回すための溝を掘ったところを流れる滝の意で「農溝の滝」と呼ばれていたものにいつしかさんずいがつき「濃溝」となったという。これに対し、千葉県や君津市の観光情報サイトによる観光案内では、亀岩の洞窟に流れる滝を濃溝の滝・亀岩の洞窟と両名を併記する形をとっている。

## アクセス

### 公共交通機関
- JR東日本久留里線久留里駅や上総亀山駅などより君津市デマンドタクシー（きみぴょん号）を利用。上総亀山駅より約15分。

### 自動車
- 館山自動車道 君津インターチェンジより千葉県道24号（房総スカイライン）
- 首都圏中央連絡自動車道（圏央道）木更津東インターチェンジより国道410号、千葉県道24号
- 第一駐車場 26台（障害者用2台）
- 第二駐車場 20台
- 第三駐車場 約80台